# Mẫu hình Đánh lừa
Mẫu hình Đánh lừa (hoặc Hikkake), là một mẫu hình biểu đồ trong phân tích kỹ thuật được sử dụng để xác định các điểm quanh co và tiếp nối thị trường. Nó là một mẫu hình đơn giản có thể được quan sát thấy trong dữ liệu giá thị trường, sử dụng các biểu đồ thanh, biểu đồ điểm và số, hoặc biểu đồ nến Nhật Bản. Mẫu hình này không thuộc về bộ sưu tập của mẫu hình biểu đồ nến truyền thống.
Mặc dù một số người đã gọi mẫu hình Đánh lừa như một "phá vỡ giả trong ngày" hay một "mẫu hình giả tạo", đây là những sai lệch so với tên ban đầu được đặt cho mẫu hình bởi Daniel L. Chesler, CMT và không được sử dụng phổ biến để mô tả mẫu hình. Ví dụ, tên "mẫu hình hikkake" đã được lựa chọn hơn "breakout giả trong ngày" hay "mẫu hình giả tạo" bởi phần lớn các tác giả sách đã bao trùm chủ đề, bao gồm: "Technical Analysis: The Complete Resource for Financial Market Technicians" của Charles D. Kirkpatrick và Julie R. Dahlquist, và "Long/Short Market Dynamics: Trading Strategies for Today's Markets" của Clive M. Corcoran, và "Diary of a Professional Commodity Trader" của Peter L. Brandt.

## Khái niệm cơ sở
Mẫu hình này bao gồm một khoảng thời gian có thể đo được của phần còn lại và co lại biến động trên thị trường, theo sau là một động thái giá tương đối ngắn để khuyến khích các thương nhân và các nhà đầu tư không nghi ngờ chấp nhận một giả định sai lầm về hướng trong tương lai của giá. Mẫu hình này, khi đã hình thành, sản lượng thiết lập của riêng mình các thông số giao dịch trong thời gian và giá gia nhập thị trường, số lượng rủi ro bằng tiền (tức là nơi để đặt điểm dừng bảo vệ), và mục tiêu lợi nhuận dự kiến. Hình mẫu này không có nghĩa là một "hệ thống" đứng một mình đối với dự đoán thị trường, mà đúng hơn là một kỹ thuật phụ trợ cho các phương pháp phân tích thị trường kỹ thuật và cơ bản truyền thống.

## Mô tả
Hình mẫu được ghi nhận trong hai biến thể, một giảm và một tăng. Trong cả hai biến thể, thanh đầu tiên của hình mẫu là một thanh bên trong (ví dụ, một thanh trong đó có cả một mức thấp cao hơn và một mức cao thấp hơn, so với thanh trước). Điều này sau đó tiếp theo bởi hoặc một thanh có cả thấp cao hơn và cao cao hơn cho biến thể giảm, hoặc với mức thấp thấp hơn và cao thấp hơn cho biến thể tăng. Trước khi mẫu hình tạo ra một tín hiệu giao dịch nó phải được khẳng định; điều này xảy ra khi giá cả đi dưới mức thấp của thanh đầu tiên của mẫu hình (trong biến thể giảm) hoặc phía trên mức cao của thanh đầu tiên (trong biến thể tăng). Xác nhận phải xảy ra trong ba giai đoạn của thanh cuối cùng của tín hiệu để tín hiệu được coi là hợp lệ.